# Defesa Hipopótamo
|   | a | b | c | d | e | f | g | h |   |
| 8 | a8 preto torre · d8 preto rainha · e8 preto rei · h8 preto torre · a7 preto peão · b7 preto bispo · c7 preto peão · d7 preto cavalo · e7 preto cavalo · f7 preto peão · g7 preto bispo · h7 preto peão · b6 preto peão · d6 preto peão · e6 preto peão · g6 preto peão · c4 branco peão · d4 branco peão · e4 branco peão · c3 branco cavalo · e3 branco bispo · f3 branco cavalo · a2 branco peão · b2 branco peão · e2 branco bispo · f2 branco peão · g2 branco peão · h2 branco peão · a1 branco torre · d1 branco rainha · f1 branco torre · g1 branco rei | a8 preto torre · d8 preto rainha · e8 preto rei · h8 preto torre · a7 preto peão · b7 preto bispo · c7 preto peão · d7 preto cavalo · e7 preto cavalo · f7 preto peão · g7 preto bispo · h7 preto peão · b6 preto peão · d6 preto peão · e6 preto peão · g6 preto peão · c4 branco peão · d4 branco peão · e4 branco peão · c3 branco cavalo · e3 branco bispo · f3 branco cavalo · a2 branco peão · b2 branco peão · e2 branco bispo · f2 branco peão · g2 branco peão · h2 branco peão · a1 branco torre · d1 branco rainha · f1 branco torre · g1 branco rei | a8 preto torre · d8 preto rainha · e8 preto rei · h8 preto torre · a7 preto peão · b7 preto bispo · c7 preto peão · d7 preto cavalo · e7 preto cavalo · f7 preto peão · g7 preto bispo · h7 preto peão · b6 preto peão · d6 preto peão · e6 preto peão · g6 preto peão · c4 branco peão · d4 branco peão · e4 branco peão · c3 branco cavalo · e3 branco bispo · f3 branco cavalo · a2 branco peão · b2 branco peão · e2 branco bispo · f2 branco peão · g2 branco peão · h2 branco peão · a1 branco torre · d1 branco rainha · f1 branco torre · g1 branco rei | a8 preto torre · d8 preto rainha · e8 preto rei · h8 preto torre · a7 preto peão · b7 preto bispo · c7 preto peão · d7 preto cavalo · e7 preto cavalo · f7 preto peão · g7 preto bispo · h7 preto peão · b6 preto peão · d6 preto peão · e6 preto peão · g6 preto peão · c4 branco peão · d4 branco peão · e4 branco peão · c3 branco cavalo · e3 branco bispo · f3 branco cavalo · a2 branco peão · b2 branco peão · e2 branco bispo · f2 branco peão · g2 branco peão · h2 branco peão · a1 branco torre · d1 branco rainha · f1 branco torre · g1 branco rei | a8 preto torre · d8 preto rainha · e8 preto rei · h8 preto torre · a7 preto peão · b7 preto bispo · c7 preto peão · d7 preto cavalo · e7 preto cavalo · f7 preto peão · g7 preto bispo · h7 preto peão · b6 preto peão · d6 preto peão · e6 preto peão · g6 preto peão · c4 branco peão · d4 branco peão · e4 branco peão · c3 branco cavalo · e3 branco bispo · f3 branco cavalo · a2 branco peão · b2 branco peão · e2 branco bispo · f2 branco peão · g2 branco peão · h2 branco peão · a1 branco torre · d1 branco rainha · f1 branco torre · g1 branco rei | a8 preto torre · d8 preto rainha · e8 preto rei · h8 preto torre · a7 preto peão · b7 preto bispo · c7 preto peão · d7 preto cavalo · e7 preto cavalo · f7 preto peão · g7 preto bispo · h7 preto peão · b6 preto peão · d6 preto peão · e6 preto peão · g6 preto peão · c4 branco peão · d4 branco peão · e4 branco peão · c3 branco cavalo · e3 branco bispo · f3 branco cavalo · a2 branco peão · b2 branco peão · e2 branco bispo · f2 branco peão · g2 branco peão · h2 branco peão · a1 branco torre · d1 branco rainha · f1 branco torre · g1 branco rei | a8 preto torre · d8 preto rainha · e8 preto rei · h8 preto torre · a7 preto peão · b7 preto bispo · c7 preto peão · d7 preto cavalo · e7 preto cavalo · f7 preto peão · g7 preto bispo · h7 preto peão · b6 preto peão · d6 preto peão · e6 preto peão · g6 preto peão · c4 branco peão · d4 branco peão · e4 branco peão · c3 branco cavalo · e3 branco bispo · f3 branco cavalo · a2 branco peão · b2 branco peão · e2 branco bispo · f2 branco peão · g2 branco peão · h2 branco peão · a1 branco torre · d1 branco rainha · f1 branco torre · g1 branco rei | a8 preto torre · d8 preto rainha · e8 preto rei · h8 preto torre · a7 preto peão · b7 preto bispo · c7 preto peão · d7 preto cavalo · e7 preto cavalo · f7 preto peão · g7 preto bispo · h7 preto peão · b6 preto peão · d6 preto peão · e6 preto peão · g6 preto peão · c4 branco peão · d4 branco peão · e4 branco peão · c3 branco cavalo · e3 branco bispo · f3 branco cavalo · a2 branco peão · b2 branco peão · e2 branco bispo · f2 branco peão · g2 branco peão · h2 branco peão · a1 branco torre · d1 branco rainha · f1 branco torre · g1 branco rei | 8 |
| 7 | a8 preto torre · d8 preto rainha · e8 preto rei · h8 preto torre · a7 preto peão · b7 preto bispo · c7 preto peão · d7 preto cavalo · e7 preto cavalo · f7 preto peão · g7 preto bispo · h7 preto peão · b6 preto peão · d6 preto peão · e6 preto peão · g6 preto peão · c4 branco peão · d4 branco peão · e4 branco peão · c3 branco cavalo · e3 branco bispo · f3 branco cavalo · a2 branco peão · b2 branco peão · e2 branco bispo · f2 branco peão · g2 branco peão · h2 branco peão · a1 branco torre · d1 branco rainha · f1 branco torre · g1 branco rei | a8 preto torre · d8 preto rainha · e8 preto rei · h8 preto torre · a7 preto peão · b7 preto bispo · c7 preto peão · d7 preto cavalo · e7 preto cavalo · f7 preto peão · g7 preto bispo · h7 preto peão · b6 preto peão · d6 preto peão · e6 preto peão · g6 preto peão · c4 branco peão · d4 branco peão · e4 branco peão · c3 branco cavalo · e3 branco bispo · f3 branco cavalo · a2 branco peão · b2 branco peão · e2 branco bispo · f2 branco peão · g2 branco peão · h2 branco peão · a1 branco torre · d1 branco rainha · f1 branco torre · g1 branco rei | a8 preto torre · d8 preto rainha · e8 preto rei · h8 preto torre · a7 preto peão · b7 preto bispo · c7 preto peão · d7 preto cavalo · e7 preto cavalo · f7 preto peão · g7 preto bispo · h7 preto peão · b6 preto peão · d6 preto peão · e6 preto peão · g6 preto peão · c4 branco peão · d4 branco peão · e4 branco peão · c3 branco cavalo · e3 branco bispo · f3 branco cavalo · a2 branco peão · b2 branco peão · e2 branco bispo · f2 branco peão · g2 branco peão · h2 branco peão · a1 branco torre · d1 branco rainha · f1 branco torre · g1 branco rei | a8 preto torre · d8 preto rainha · e8 preto rei · h8 preto torre · a7 preto peão · b7 preto bispo · c7 preto peão · d7 preto cavalo · e7 preto cavalo · f7 preto peão · g7 preto bispo · h7 preto peão · b6 preto peão · d6 preto peão · e6 preto peão · g6 preto peão · c4 branco peão · d4 branco peão · e4 branco peão · c3 branco cavalo · e3 branco bispo · f3 branco cavalo · a2 branco peão · b2 branco peão · e2 branco bispo · f2 branco peão · g2 branco peão · h2 branco peão · a1 branco torre · d1 branco rainha · f1 branco torre · g1 branco rei | a8 preto torre · d8 preto rainha · e8 preto rei · h8 preto torre · a7 preto peão · b7 preto bispo · c7 preto peão · d7 preto cavalo · e7 preto cavalo · f7 preto peão · g7 preto bispo · h7 preto peão · b6 preto peão · d6 preto peão · e6 preto peão · g6 preto peão · c4 branco peão · d4 branco peão · e4 branco peão · c3 branco cavalo · e3 branco bispo · f3 branco cavalo · a2 branco peão · b2 branco peão · e2 branco bispo · f2 branco peão · g2 branco peão · h2 branco peão · a1 branco torre · d1 branco rainha · f1 branco torre · g1 branco rei | a8 preto torre · d8 preto rainha · e8 preto rei · h8 preto torre · a7 preto peão · b7 preto bispo · c7 preto peão · d7 preto cavalo · e7 preto cavalo · f7 preto peão · g7 preto bispo · h7 preto peão · b6 preto peão · d6 preto peão · e6 preto peão · g6 preto peão · c4 branco peão · d4 branco peão · e4 branco peão · c3 branco cavalo · e3 branco bispo · f3 branco cavalo · a2 branco peão · b2 branco peão · e2 branco bispo · f2 branco peão · g2 branco peão · h2 branco peão · a1 branco torre · d1 branco rainha · f1 branco torre · g1 branco rei | a8 preto torre · d8 preto rainha · e8 preto rei · h8 preto torre · a7 preto peão · b7 preto bispo · c7 preto peão · d7 preto cavalo · e7 preto cavalo · f7 preto peão · g7 preto bispo · h7 preto peão · b6 preto peão · d6 preto peão · e6 preto peão · g6 preto peão · c4 branco peão · d4 branco peão · e4 branco peão · c3 branco cavalo · e3 branco bispo · f3 branco cavalo · a2 branco peão · b2 branco peão · e2 branco bispo · f2 branco peão · g2 branco peão · h2 branco peão · a1 branco torre · d1 branco rainha · f1 branco torre · g1 branco rei | a8 preto torre · d8 preto rainha · e8 preto rei · h8 preto torre · a7 preto peão · b7 preto bispo · c7 preto peão · d7 preto cavalo · e7 preto cavalo · f7 preto peão · g7 preto bispo · h7 preto peão · b6 preto peão · d6 preto peão · e6 preto peão · g6 preto peão · c4 branco peão · d4 branco peão · e4 branco peão · c3 branco cavalo · e3 branco bispo · f3 branco cavalo · a2 branco peão · b2 branco peão · e2 branco bispo · f2 branco peão · g2 branco peão · h2 branco peão · a1 branco torre · d1 branco rainha · f1 branco torre · g1 branco rei | 7 |
| 6 | a8 preto torre · d8 preto rainha · e8 preto rei · h8 preto torre · a7 preto peão · b7 preto bispo · c7 preto peão · d7 preto cavalo · e7 preto cavalo · f7 preto peão · g7 preto bispo · h7 preto peão · b6 preto peão · d6 preto peão · e6 preto peão · g6 preto peão · c4 branco peão · d4 branco peão · e4 branco peão · c3 branco cavalo · e3 branco bispo · f3 branco cavalo · a2 branco peão · b2 branco peão · e2 branco bispo · f2 branco peão · g2 branco peão · h2 branco peão · a1 branco torre · d1 branco rainha · f1 branco torre · g1 branco rei | a8 preto torre · d8 preto rainha · e8 preto rei · h8 preto torre · a7 preto peão · b7 preto bispo · c7 preto peão · d7 preto cavalo · e7 preto cavalo · f7 preto peão · g7 preto bispo · h7 preto peão · b6 preto peão · d6 preto peão · e6 preto peão · g6 preto peão · c4 branco peão · d4 branco peão · e4 branco peão · c3 branco cavalo · e3 branco bispo · f3 branco cavalo · a2 branco peão · b2 branco peão · e2 branco bispo · f2 branco peão · g2 branco peão · h2 branco peão · a1 branco torre · d1 branco rainha · f1 branco torre · g1 branco rei | a8 preto torre · d8 preto rainha · e8 preto rei · h8 preto torre · a7 preto peão · b7 preto bispo · c7 preto peão · d7 preto cavalo · e7 preto cavalo · f7 preto peão · g7 preto bispo · h7 preto peão · b6 preto peão · d6 preto peão · e6 preto peão · g6 preto peão · c4 branco peão · d4 branco peão · e4 branco peão · c3 branco cavalo · e3 branco bispo · f3 branco cavalo · a2 branco peão · b2 branco peão · e2 branco bispo · f2 branco peão · g2 branco peão · h2 branco peão · a1 branco torre · d1 branco rainha · f1 branco torre · g1 branco rei | a8 preto torre · d8 preto rainha · e8 preto rei · h8 preto torre · a7 preto peão · b7 preto bispo · c7 preto peão · d7 preto cavalo · e7 preto cavalo · f7 preto peão · g7 preto bispo · h7 preto peão · b6 preto peão · d6 preto peão · e6 preto peão · g6 preto peão · c4 branco peão · d4 branco peão · e4 branco peão · c3 branco cavalo · e3 branco bispo · f3 branco cavalo · a2 branco peão · b2 branco peão · e2 branco bispo · f2 branco peão · g2 branco peão · h2 branco peão · a1 branco torre · d1 branco rainha · f1 branco torre · g1 branco rei | a8 preto torre · d8 preto rainha · e8 preto rei · h8 preto torre · a7 preto peão · b7 preto bispo · c7 preto peão · d7 preto cavalo · e7 preto cavalo · f7 preto peão · g7 preto bispo · h7 preto peão · b6 preto peão · d6 preto peão · e6 preto peão · g6 preto peão · c4 branco peão · d4 branco peão · e4 branco peão · c3 branco cavalo · e3 branco bispo · f3 branco cavalo · a2 branco peão · b2 branco peão · e2 branco bispo · f2 branco peão · g2 branco peão · h2 branco peão · a1 branco torre · d1 branco rainha · f1 branco torre · g1 branco rei | a8 preto torre · d8 preto rainha · e8 preto rei · h8 preto torre · a7 preto peão · b7 preto bispo · c7 preto peão · d7 preto cavalo · e7 preto cavalo · f7 preto peão · g7 preto bispo · h7 preto peão · b6 preto peão · d6 preto peão · e6 preto peão · g6 preto peão · c4 branco peão · d4 branco peão · e4 branco peão · c3 branco cavalo · e3 branco bispo · f3 branco cavalo · a2 branco peão · b2 branco peão · e2 branco bispo · f2 branco peão · g2 branco peão · h2 branco peão · a1 branco torre · d1 branco rainha · f1 branco torre · g1 branco rei | a8 preto torre · d8 preto rainha · e8 preto rei · h8 preto torre · a7 preto peão · b7 preto bispo · c7 preto peão · d7 preto cavalo · e7 preto cavalo · f7 preto peão · g7 preto bispo · h7 preto peão · b6 preto peão · d6 preto peão · e6 preto peão · g6 preto peão · c4 branco peão · d4 branco peão · e4 branco peão · c3 branco cavalo · e3 branco bispo · f3 branco cavalo · a2 branco peão · b2 branco peão · e2 branco bispo · f2 branco peão · g2 branco peão · h2 branco peão · a1 branco torre · d1 branco rainha · f1 branco torre · g1 branco rei | a8 preto torre · d8 preto rainha · e8 preto rei · h8 preto torre · a7 preto peão · b7 preto bispo · c7 preto peão · d7 preto cavalo · e7 preto cavalo · f7 preto peão · g7 preto bispo · h7 preto peão · b6 preto peão · d6 preto peão · e6 preto peão · g6 preto peão · c4 branco peão · d4 branco peão · e4 branco peão · c3 branco cavalo · e3 branco bispo · f3 branco cavalo · a2 branco peão · b2 branco peão · e2 branco bispo · f2 branco peão · g2 branco peão · h2 branco peão · a1 branco torre · d1 branco rainha · f1 branco torre · g1 branco rei | 6 |
| 5 | a8 preto torre · d8 preto rainha · e8 preto rei · h8 preto torre · a7 preto peão · b7 preto bispo · c7 preto peão · d7 preto cavalo · e7 preto cavalo · f7 preto peão · g7 preto bispo · h7 preto peão · b6 preto peão · d6 preto peão · e6 preto peão · g6 preto peão · c4 branco peão · d4 branco peão · e4 branco peão · c3 branco cavalo · e3 branco bispo · f3 branco cavalo · a2 branco peão · b2 branco peão · e2 branco bispo · f2 branco peão · g2 branco peão · h2 branco peão · a1 branco torre · d1 branco rainha · f1 branco torre · g1 branco rei | a8 preto torre · d8 preto rainha · e8 preto rei · h8 preto torre · a7 preto peão · b7 preto bispo · c7 preto peão · d7 preto cavalo · e7 preto cavalo · f7 preto peão · g7 preto bispo · h7 preto peão · b6 preto peão · d6 preto peão · e6 preto peão · g6 preto peão · c4 branco peão · d4 branco peão · e4 branco peão · c3 branco cavalo · e3 branco bispo · f3 branco cavalo · a2 branco peão · b2 branco peão · e2 branco bispo · f2 branco peão · g2 branco peão · h2 branco peão · a1 branco torre · d1 branco rainha · f1 branco torre · g1 branco rei | a8 preto torre · d8 preto rainha · e8 preto rei · h8 preto torre · a7 preto peão · b7 preto bispo · c7 preto peão · d7 preto cavalo · e7 preto cavalo · f7 preto peão · g7 preto bispo · h7 preto peão · b6 preto peão · d6 preto peão · e6 preto peão · g6 preto peão · c4 branco peão · d4 branco peão · e4 branco peão · c3 branco cavalo · e3 branco bispo · f3 branco cavalo · a2 branco peão · b2 branco peão · e2 branco bispo · f2 branco peão · g2 branco peão · h2 branco peão · a1 branco torre · d1 branco rainha · f1 branco torre · g1 branco rei | a8 preto torre · d8 preto rainha · e8 preto rei · h8 preto torre · a7 preto peão · b7 preto bispo · c7 preto peão · d7 preto cavalo · e7 preto cavalo · f7 preto peão · g7 preto bispo · h7 preto peão · b6 preto peão · d6 preto peão · e6 preto peão · g6 preto peão · c4 branco peão · d4 branco peão · e4 branco peão · c3 branco cavalo · e3 branco bispo · f3 branco cavalo · a2 branco peão · b2 branco peão · e2 branco bispo · f2 branco peão · g2 branco peão · h2 branco peão · a1 branco torre · d1 branco rainha · f1 branco torre · g1 branco rei | a8 preto torre · d8 preto rainha · e8 preto rei · h8 preto torre · a7 preto peão · b7 preto bispo · c7 preto peão · d7 preto cavalo · e7 preto cavalo · f7 preto peão · g7 preto bispo · h7 preto peão · b6 preto peão · d6 preto peão · e6 preto peão · g6 preto peão · c4 branco peão · d4 branco peão · e4 branco peão · c3 branco cavalo · e3 branco bispo · f3 branco cavalo · a2 branco peão · b2 branco peão · e2 branco bispo · f2 branco peão · g2 branco peão · h2 branco peão · a1 branco torre · d1 branco rainha · f1 branco torre · g1 branco rei | a8 preto torre · d8 preto rainha · e8 preto rei · h8 preto torre · a7 preto peão · b7 preto bispo · c7 preto peão · d7 preto cavalo · e7 preto cavalo · f7 preto peão · g7 preto bispo · h7 preto peão · b6 preto peão · d6 preto peão · e6 preto peão · g6 preto peão · c4 branco peão · d4 branco peão · e4 branco peão · c3 branco cavalo · e3 branco bispo · f3 branco cavalo · a2 branco peão · b2 branco peão · e2 branco bispo · f2 branco peão · g2 branco peão · h2 branco peão · a1 branco torre · d1 branco rainha · f1 branco torre · g1 branco rei | a8 preto torre · d8 preto rainha · e8 preto rei · h8 preto torre · a7 preto peão · b7 preto bispo · c7 preto peão · d7 preto cavalo · e7 preto cavalo · f7 preto peão · g7 preto bispo · h7 preto peão · b6 preto peão · d6 preto peão · e6 preto peão · g6 preto peão · c4 branco peão · d4 branco peão · e4 branco peão · c3 branco cavalo · e3 branco bispo · f3 branco cavalo · a2 branco peão · b2 branco peão · e2 branco bispo · f2 branco peão · g2 branco peão · h2 branco peão · a1 branco torre · d1 branco rainha · f1 branco torre · g1 branco rei | a8 preto torre · d8 preto rainha · e8 preto rei · h8 preto torre · a7 preto peão · b7 preto bispo · c7 preto peão · d7 preto cavalo · e7 preto cavalo · f7 preto peão · g7 preto bispo · h7 preto peão · b6 preto peão · d6 preto peão · e6 preto peão · g6 preto peão · c4 branco peão · d4 branco peão · e4 branco peão · c3 branco cavalo · e3 branco bispo · f3 branco cavalo · a2 branco peão · b2 branco peão · e2 branco bispo · f2 branco peão · g2 branco peão · h2 branco peão · a1 branco torre · d1 branco rainha · f1 branco torre · g1 branco rei | 5 |
| 4 | a8 preto torre · d8 preto rainha · e8 preto rei · h8 preto torre · a7 preto peão · b7 preto bispo · c7 preto peão · d7 preto cavalo · e7 preto cavalo · f7 preto peão · g7 preto bispo · h7 preto peão · b6 preto peão · d6 preto peão · e6 preto peão · g6 preto peão · c4 branco peão · d4 branco peão · e4 branco peão · c3 branco cavalo · e3 branco bispo · f3 branco cavalo · a2 branco peão · b2 branco peão · e2 branco bispo · f2 branco peão · g2 branco peão · h2 branco peão · a1 branco torre · d1 branco rainha · f1 branco torre · g1 branco rei | a8 preto torre · d8 preto rainha · e8 preto rei · h8 preto torre · a7 preto peão · b7 preto bispo · c7 preto peão · d7 preto cavalo · e7 preto cavalo · f7 preto peão · g7 preto bispo · h7 preto peão · b6 preto peão · d6 preto peão · e6 preto peão · g6 preto peão · c4 branco peão · d4 branco peão · e4 branco peão · c3 branco cavalo · e3 branco bispo · f3 branco cavalo · a2 branco peão · b2 branco peão · e2 branco bispo · f2 branco peão · g2 branco peão · h2 branco peão · a1 branco torre · d1 branco rainha · f1 branco torre · g1 branco rei | a8 preto torre · d8 preto rainha · e8 preto rei · h8 preto torre · a7 preto peão · b7 preto bispo · c7 preto peão · d7 preto cavalo · e7 preto cavalo · f7 preto peão · g7 preto bispo · h7 preto peão · b6 preto peão · d6 preto peão · e6 preto peão · g6 preto peão · c4 branco peão · d4 branco peão · e4 branco peão · c3 branco cavalo · e3 branco bispo · f3 branco cavalo · a2 branco peão · b2 branco peão · e2 branco bispo · f2 branco peão · g2 branco peão · h2 branco peão · a1 branco torre · d1 branco rainha · f1 branco torre · g1 branco rei | a8 preto torre · d8 preto rainha · e8 preto rei · h8 preto torre · a7 preto peão · b7 preto bispo · c7 preto peão · d7 preto cavalo · e7 preto cavalo · f7 preto peão · g7 preto bispo · h7 preto peão · b6 preto peão · d6 preto peão · e6 preto peão · g6 preto peão · c4 branco peão · d4 branco peão · e4 branco peão · c3 branco cavalo · e3 branco bispo · f3 branco cavalo · a2 branco peão · b2 branco peão · e2 branco bispo · f2 branco peão · g2 branco peão · h2 branco peão · a1 branco torre · d1 branco rainha · f1 branco torre · g1 branco rei | a8 preto torre · d8 preto rainha · e8 preto rei · h8 preto torre · a7 preto peão · b7 preto bispo · c7 preto peão · d7 preto cavalo · e7 preto cavalo · f7 preto peão · g7 preto bispo · h7 preto peão · b6 preto peão · d6 preto peão · e6 preto peão · g6 preto peão · c4 branco peão · d4 branco peão · e4 branco peão · c3 branco cavalo · e3 branco bispo · f3 branco cavalo · a2 branco peão · b2 branco peão · e2 branco bispo · f2 branco peão · g2 branco peão · h2 branco peão · a1 branco torre · d1 branco rainha · f1 branco torre · g1 branco rei | a8 preto torre · d8 preto rainha · e8 preto rei · h8 preto torre · a7 preto peão · b7 preto bispo · c7 preto peão · d7 preto cavalo · e7 preto cavalo · f7 preto peão · g7 preto bispo · h7 preto peão · b6 preto peão · d6 preto peão · e6 preto peão · g6 preto peão · c4 branco peão · d4 branco peão · e4 branco peão · c3 branco cavalo · e3 branco bispo · f3 branco cavalo · a2 branco peão · b2 branco peão · e2 branco bispo · f2 branco peão · g2 branco peão · h2 branco peão · a1 branco torre · d1 branco rainha · f1 branco torre · g1 branco rei | a8 preto torre · d8 preto rainha · e8 preto rei · h8 preto torre · a7 preto peão · b7 preto bispo · c7 preto peão · d7 preto cavalo · e7 preto cavalo · f7 preto peão · g7 preto bispo · h7 preto peão · b6 preto peão · d6 preto peão · e6 preto peão · g6 preto peão · c4 branco peão · d4 branco peão · e4 branco peão · c3 branco cavalo · e3 branco bispo · f3 branco cavalo · a2 branco peão · b2 branco peão · e2 branco bispo · f2 branco peão · g2 branco peão · h2 branco peão · a1 branco torre · d1 branco rainha · f1 branco torre · g1 branco rei | a8 preto torre · d8 preto rainha · e8 preto rei · h8 preto torre · a7 preto peão · b7 preto bispo · c7 preto peão · d7 preto cavalo · e7 preto cavalo · f7 preto peão · g7 preto bispo · h7 preto peão · b6 preto peão · d6 preto peão · e6 preto peão · g6 preto peão · c4 branco peão · d4 branco peão · e4 branco peão · c3 branco cavalo · e3 branco bispo · f3 branco cavalo · a2 branco peão · b2 branco peão · e2 branco bispo · f2 branco peão · g2 branco peão · h2 branco peão · a1 branco torre · d1 branco rainha · f1 branco torre · g1 branco rei | 4 |
| 3 | a8 preto torre · d8 preto rainha · e8 preto rei · h8 preto torre · a7 preto peão · b7 preto bispo · c7 preto peão · d7 preto cavalo · e7 preto cavalo · f7 preto peão · g7 preto bispo · h7 preto peão · b6 preto peão · d6 preto peão · e6 preto peão · g6 preto peão · c4 branco peão · d4 branco peão · e4 branco peão · c3 branco cavalo · e3 branco bispo · f3 branco cavalo · a2 branco peão · b2 branco peão · e2 branco bispo · f2 branco peão · g2 branco peão · h2 branco peão · a1 branco torre · d1 branco rainha · f1 branco torre · g1 branco rei | a8 preto torre · d8 preto rainha · e8 preto rei · h8 preto torre · a7 preto peão · b7 preto bispo · c7 preto peão · d7 preto cavalo · e7 preto cavalo · f7 preto peão · g7 preto bispo · h7 preto peão · b6 preto peão · d6 preto peão · e6 preto peão · g6 preto peão · c4 branco peão · d4 branco peão · e4 branco peão · c3 branco cavalo · e3 branco bispo · f3 branco cavalo · a2 branco peão · b2 branco peão · e2 branco bispo · f2 branco peão · g2 branco peão · h2 branco peão · a1 branco torre · d1 branco rainha · f1 branco torre · g1 branco rei | a8 preto torre · d8 preto rainha · e8 preto rei · h8 preto torre · a7 preto peão · b7 preto bispo · c7 preto peão · d7 preto cavalo · e7 preto cavalo · f7 preto peão · g7 preto bispo · h7 preto peão · b6 preto peão · d6 preto peão · e6 preto peão · g6 preto peão · c4 branco peão · d4 branco peão · e4 branco peão · c3 branco cavalo · e3 branco bispo · f3 branco cavalo · a2 branco peão · b2 branco peão · e2 branco bispo · f2 branco peão · g2 branco peão · h2 branco peão · a1 branco torre · d1 branco rainha · f1 branco torre · g1 branco rei | a8 preto torre · d8 preto rainha · e8 preto rei · h8 preto torre · a7 preto peão · b7 preto bispo · c7 preto peão · d7 preto cavalo · e7 preto cavalo · f7 preto peão · g7 preto bispo · h7 preto peão · b6 preto peão · d6 preto peão · e6 preto peão · g6 preto peão · c4 branco peão · d4 branco peão · e4 branco peão · c3 branco cavalo · e3 branco bispo · f3 branco cavalo · a2 branco peão · b2 branco peão · e2 branco bispo · f2 branco peão · g2 branco peão · h2 branco peão · a1 branco torre · d1 branco rainha · f1 branco torre · g1 branco rei | a8 preto torre · d8 preto rainha · e8 preto rei · h8 preto torre · a7 preto peão · b7 preto bispo · c7 preto peão · d7 preto cavalo · e7 preto cavalo · f7 preto peão · g7 preto bispo · h7 preto peão · b6 preto peão · d6 preto peão · e6 preto peão · g6 preto peão · c4 branco peão · d4 branco peão · e4 branco peão · c3 branco cavalo · e3 branco bispo · f3 branco cavalo · a2 branco peão · b2 branco peão · e2 branco bispo · f2 branco peão · g2 branco peão · h2 branco peão · a1 branco torre · d1 branco rainha · f1 branco torre · g1 branco rei | a8 preto torre · d8 preto rainha · e8 preto rei · h8 preto torre · a7 preto peão · b7 preto bispo · c7 preto peão · d7 preto cavalo · e7 preto cavalo · f7 preto peão · g7 preto bispo · h7 preto peão · b6 preto peão · d6 preto peão · e6 preto peão · g6 preto peão · c4 branco peão · d4 branco peão · e4 branco peão · c3 branco cavalo · e3 branco bispo · f3 branco cavalo · a2 branco peão · b2 branco peão · e2 branco bispo · f2 branco peão · g2 branco peão · h2 branco peão · a1 branco torre · d1 branco rainha · f1 branco torre · g1 branco rei | a8 preto torre · d8 preto rainha · e8 preto rei · h8 preto torre · a7 preto peão · b7 preto bispo · c7 preto peão · d7 preto cavalo · e7 preto cavalo · f7 preto peão · g7 preto bispo · h7 preto peão · b6 preto peão · d6 preto peão · e6 preto peão · g6 preto peão · c4 branco peão · d4 branco peão · e4 branco peão · c3 branco cavalo · e3 branco bispo · f3 branco cavalo · a2 branco peão · b2 branco peão · e2 branco bispo · f2 branco peão · g2 branco peão · h2 branco peão · a1 branco torre · d1 branco rainha · f1 branco torre · g1 branco rei | a8 preto torre · d8 preto rainha · e8 preto rei · h8 preto torre · a7 preto peão · b7 preto bispo · c7 preto peão · d7 preto cavalo · e7 preto cavalo · f7 preto peão · g7 preto bispo · h7 preto peão · b6 preto peão · d6 preto peão · e6 preto peão · g6 preto peão · c4 branco peão · d4 branco peão · e4 branco peão · c3 branco cavalo · e3 branco bispo · f3 branco cavalo · a2 branco peão · b2 branco peão · e2 branco bispo · f2 branco peão · g2 branco peão · h2 branco peão · a1 branco torre · d1 branco rainha · f1 branco torre · g1 branco rei | 3 |
| 2 | a8 preto torre · d8 preto rainha · e8 preto rei · h8 preto torre · a7 preto peão · b7 preto bispo · c7 preto peão · d7 preto cavalo · e7 preto cavalo · f7 preto peão · g7 preto bispo · h7 preto peão · b6 preto peão · d6 preto peão · e6 preto peão · g6 preto peão · c4 branco peão · d4 branco peão · e4 branco peão · c3 branco cavalo · e3 branco bispo · f3 branco cavalo · a2 branco peão · b2 branco peão · e2 branco bispo · f2 branco peão · g2 branco peão · h2 branco peão · a1 branco torre · d1 branco rainha · f1 branco torre · g1 branco rei | a8 preto torre · d8 preto rainha · e8 preto rei · h8 preto torre · a7 preto peão · b7 preto bispo · c7 preto peão · d7 preto cavalo · e7 preto cavalo · f7 preto peão · g7 preto bispo · h7 preto peão · b6 preto peão · d6 preto peão · e6 preto peão · g6 preto peão · c4 branco peão · d4 branco peão · e4 branco peão · c3 branco cavalo · e3 branco bispo · f3 branco cavalo · a2 branco peão · b2 branco peão · e2 branco bispo · f2 branco peão · g2 branco peão · h2 branco peão · a1 branco torre · d1 branco rainha · f1 branco torre · g1 branco rei | a8 preto torre · d8 preto rainha · e8 preto rei · h8 preto torre · a7 preto peão · b7 preto bispo · c7 preto peão · d7 preto cavalo · e7 preto cavalo · f7 preto peão · g7 preto bispo · h7 preto peão · b6 preto peão · d6 preto peão · e6 preto peão · g6 preto peão · c4 branco peão · d4 branco peão · e4 branco peão · c3 branco cavalo · e3 branco bispo · f3 branco cavalo · a2 branco peão · b2 branco peão · e2 branco bispo · f2 branco peão · g2 branco peão · h2 branco peão · a1 branco torre · d1 branco rainha · f1 branco torre · g1 branco rei | a8 preto torre · d8 preto rainha · e8 preto rei · h8 preto torre · a7 preto peão · b7 preto bispo · c7 preto peão · d7 preto cavalo · e7 preto cavalo · f7 preto peão · g7 preto bispo · h7 preto peão · b6 preto peão · d6 preto peão · e6 preto peão · g6 preto peão · c4 branco peão · d4 branco peão · e4 branco peão · c3 branco cavalo · e3 branco bispo · f3 branco cavalo · a2 branco peão · b2 branco peão · e2 branco bispo · f2 branco peão · g2 branco peão · h2 branco peão · a1 branco torre · d1 branco rainha · f1 branco torre · g1 branco rei | a8 preto torre · d8 preto rainha · e8 preto rei · h8 preto torre · a7 preto peão · b7 preto bispo · c7 preto peão · d7 preto cavalo · e7 preto cavalo · f7 preto peão · g7 preto bispo · h7 preto peão · b6 preto peão · d6 preto peão · e6 preto peão · g6 preto peão · c4 branco peão · d4 branco peão · e4 branco peão · c3 branco cavalo · e3 branco bispo · f3 branco cavalo · a2 branco peão · b2 branco peão · e2 branco bispo · f2 branco peão · g2 branco peão · h2 branco peão · a1 branco torre · d1 branco rainha · f1 branco torre · g1 branco rei | a8 preto torre · d8 preto rainha · e8 preto rei · h8 preto torre · a7 preto peão · b7 preto bispo · c7 preto peão · d7 preto cavalo · e7 preto cavalo · f7 preto peão · g7 preto bispo · h7 preto peão · b6 preto peão · d6 preto peão · e6 preto peão · g6 preto peão · c4 branco peão · d4 branco peão · e4 branco peão · c3 branco cavalo · e3 branco bispo · f3 branco cavalo · a2 branco peão · b2 branco peão · e2 branco bispo · f2 branco peão · g2 branco peão · h2 branco peão · a1 branco torre · d1 branco rainha · f1 branco torre · g1 branco rei | a8 preto torre · d8 preto rainha · e8 preto rei · h8 preto torre · a7 preto peão · b7 preto bispo · c7 preto peão · d7 preto cavalo · e7 preto cavalo · f7 preto peão · g7 preto bispo · h7 preto peão · b6 preto peão · d6 preto peão · e6 preto peão · g6 preto peão · c4 branco peão · d4 branco peão · e4 branco peão · c3 branco cavalo · e3 branco bispo · f3 branco cavalo · a2 branco peão · b2 branco peão · e2 branco bispo · f2 branco peão · g2 branco peão · h2 branco peão · a1 branco torre · d1 branco rainha · f1 branco torre · g1 branco rei | a8 preto torre · d8 preto rainha · e8 preto rei · h8 preto torre · a7 preto peão · b7 preto bispo · c7 preto peão · d7 preto cavalo · e7 preto cavalo · f7 preto peão · g7 preto bispo · h7 preto peão · b6 preto peão · d6 preto peão · e6 preto peão · g6 preto peão · c4 branco peão · d4 branco peão · e4 branco peão · c3 branco cavalo · e3 branco bispo · f3 branco cavalo · a2 branco peão · b2 branco peão · e2 branco bispo · f2 branco peão · g2 branco peão · h2 branco peão · a1 branco torre · d1 branco rainha · f1 branco torre · g1 branco rei | 2 |
| 1 | a8 preto torre · d8 preto rainha · e8 preto rei · h8 preto torre · a7 preto peão · b7 preto bispo · c7 preto peão · d7 preto cavalo · e7 preto cavalo · f7 preto peão · g7 preto bispo · h7 preto peão · b6 preto peão · d6 preto peão · e6 preto peão · g6 preto peão · c4 branco peão · d4 branco peão · e4 branco peão · c3 branco cavalo · e3 branco bispo · f3 branco cavalo · a2 branco peão · b2 branco peão · e2 branco bispo · f2 branco peão · g2 branco peão · h2 branco peão · a1 branco torre · d1 branco rainha · f1 branco torre · g1 branco rei | a8 preto torre · d8 preto rainha · e8 preto rei · h8 preto torre · a7 preto peão · b7 preto bispo · c7 preto peão · d7 preto cavalo · e7 preto cavalo · f7 preto peão · g7 preto bispo · h7 preto peão · b6 preto peão · d6 preto peão · e6 preto peão · g6 preto peão · c4 branco peão · d4 branco peão · e4 branco peão · c3 branco cavalo · e3 branco bispo · f3 branco cavalo · a2 branco peão · b2 branco peão · e2 branco bispo · f2 branco peão · g2 branco peão · h2 branco peão · a1 branco torre · d1 branco rainha · f1 branco torre · g1 branco rei | a8 preto torre · d8 preto rainha · e8 preto rei · h8 preto torre · a7 preto peão · b7 preto bispo · c7 preto peão · d7 preto cavalo · e7 preto cavalo · f7 preto peão · g7 preto bispo · h7 preto peão · b6 preto peão · d6 preto peão · e6 preto peão · g6 preto peão · c4 branco peão · d4 branco peão · e4 branco peão · c3 branco cavalo · e3 branco bispo · f3 branco cavalo · a2 branco peão · b2 branco peão · e2 branco bispo · f2 branco peão · g2 branco peão · h2 branco peão · a1 branco torre · d1 branco rainha · f1 branco torre · g1 branco rei | a8 preto torre · d8 preto rainha · e8 preto rei · h8 preto torre · a7 preto peão · b7 preto bispo · c7 preto peão · d7 preto cavalo · e7 preto cavalo · f7 preto peão · g7 preto bispo · h7 preto peão · b6 preto peão · d6 preto peão · e6 preto peão · g6 preto peão · c4 branco peão · d4 branco peão · e4 branco peão · c3 branco cavalo · e3 branco bispo · f3 branco cavalo · a2 branco peão · b2 branco peão · e2 branco bispo · f2 branco peão · g2 branco peão · h2 branco peão · a1 branco torre · d1 branco rainha · f1 branco torre · g1 branco rei | a8 preto torre · d8 preto rainha · e8 preto rei · h8 preto torre · a7 preto peão · b7 preto bispo · c7 preto peão · d7 preto cavalo · e7 preto cavalo · f7 preto peão · g7 preto bispo · h7 preto peão · b6 preto peão · d6 preto peão · e6 preto peão · g6 preto peão · c4 branco peão · d4 branco peão · e4 branco peão · c3 branco cavalo · e3 branco bispo · f3 branco cavalo · a2 branco peão · b2 branco peão · e2 branco bispo · f2 branco peão · g2 branco peão · h2 branco peão · a1 branco torre · d1 branco rainha · f1 branco torre · g1 branco rei | a8 preto torre · d8 preto rainha · e8 preto rei · h8 preto torre · a7 preto peão · b7 preto bispo · c7 preto peão · d7 preto cavalo · e7 preto cavalo · f7 preto peão · g7 preto bispo · h7 preto peão · b6 preto peão · d6 preto peão · e6 preto peão · g6 preto peão · c4 branco peão · d4 branco peão · e4 branco peão · c3 branco cavalo · e3 branco bispo · f3 branco cavalo · a2 branco peão · b2 branco peão · e2 branco bispo · f2 branco peão · g2 branco peão · h2 branco peão · a1 branco torre · d1 branco rainha · f1 branco torre · g1 branco rei | a8 preto torre · d8 preto rainha · e8 preto rei · h8 preto torre · a7 preto peão · b7 preto bispo · c7 preto peão · d7 preto cavalo · e7 preto cavalo · f7 preto peão · g7 preto bispo · h7 preto peão · b6 preto peão · d6 preto peão · e6 preto peão · g6 preto peão · c4 branco peão · d4 branco peão · e4 branco peão · c3 branco cavalo · e3 branco bispo · f3 branco cavalo · a2 branco peão · b2 branco peão · e2 branco bispo · f2 branco peão · g2 branco peão · h2 branco peão · a1 branco torre · d1 branco rainha · f1 branco torre · g1 branco rei | a8 preto torre · d8 preto rainha · e8 preto rei · h8 preto torre · a7 preto peão · b7 preto bispo · c7 preto peão · d7 preto cavalo · e7 preto cavalo · f7 preto peão · g7 preto bispo · h7 preto peão · b6 preto peão · d6 preto peão · e6 preto peão · g6 preto peão · c4 branco peão · d4 branco peão · e4 branco peão · c3 branco cavalo · e3 branco bispo · f3 branco cavalo · a2 branco peão · b2 branco peão · e2 branco bispo · f2 branco peão · g2 branco peão · h2 branco peão · a1 branco torre · d1 branco rainha · f1 branco torre · g1 branco rei | 1 |
|   | a | b | c | d | e | f | g | h |   |

A Defesa Hipopótamo é uma defesa irregular do xadrez caracterizada pelo avanço dos peões das Pretas apenas para a 6ª linha.

## Características
O termo foi usado para descrever a abertura utilizada por Boris Spassky no 12º de 16 jogos contra Tigran Petrosian no Campeonato Mundial de 1966, o jogo terminou empatado.
Esta defesa baseia-se numa sólida posição de defesa contra qualquer iniciativa das brancas.  A filosofia da defesa é de as Brancas, por terem a obrigação de atacar, terão que se esforçar para romper as linha de defesa das Pretas.
O Grande Mestre Andrew Martin escreveu um livro sobre a defesa chamado The Hippopotamus Rises: The Re-emergence of a Chess Opening em 2005.